# Lego Ninja
Lego Ninja är en Lego-serie som introducerades 1998, och är baserad på ninjas. Serien ingick officiellt i Lego Castle, fastän ninjaserien inte utspelade sig i Europa. De flesta leksakerna utkom åren 1998 och 1999, och bara tre små set utkom år 2000, som en del av "Mini Heroes Collection". Sedan avbröts hela serien.

### Fotnoter
1. ↑  Lipkowitz, Daniel (2009), The Lego Book, Dorling Kindersley, s. 64, ISBN 978-1-4053-4169-1.